# Hipercor
|  | Aquest article tracta sobre la cadena d'hipermercats. Si cerqueu informació sobre l'atemptat d'ETA, vegeu «Atemptat de l'Hipercor». |

Hipercor és una xarxa d'hipermercats d'Espanya, pertanyent al grup El Corte Inglés, el president és Isidoro Álvarez Álvarez. Té la seu a l'edifici corporatiu de Madrid.
El sufix 'Cor' (de Cort) és el que caracteritza a les filials del grup El Corte Inglés. És present en altres cadenes com Supercor (supermercats), Opencor (botigues de conveniència) o Bricor (gran superfície de bricolatge i decoració).

## Història
Hipercor es va inaugurar el 5 de setembre de 1980 a Sevilla, com un nou format del grup El Corte Inglés, per satisfer les necessitats d'una societat cada dia més àmplia en hàbits i comportaments de compra. El primer Hipercor va ser creat seguint les pautes dels hipermercats tradicionals, en ubicació i implantació i distribució interna, però amb un assortiment i una qualitat més amplis, característica típica d'El Corte Inglés.
El logotip de la nova empresa era molt similar al de la seva matriu El Corte Inglés, però el seu triangle va passar a ser blau, en lloc del tradicional verd de l'empresa matriu.
El 19 de juny de 1987 un centre comercial de Barcelona va patir un atemptat d'ETA on van morir 21 persones.

## Localització dels centres
Hipercor disposa de 41 centres a Espanya —després de l'última obertura a El Ejido i a Còrdova— localitzats a:
- Andalusia: Algesires (CC Badia d'Algesires), Cadis (CC Badia de Cadis), Còrdova ( CC Ronda de Còrdova), Granada ( CC Arabial), Huelva (CC Costa Luz), Jerez de la Frontera, Màlaga (CC Badia Màlaga), Marbella (CC Costa Marbella), Mijas (CC Costa Mijas ), Sevilla (2) (CC Los Arcos) i (CC Sevilla Este)], San Juan de Aznalfarache i El Ejido.
- Aragó: Saragossa (CC Gran Casa) i (CC Puerto Venecia).[5]
- Canàries: Las Palmas de Gran Canaria (CC Siete Palmas).
- Cantàbria: Santander (CC Badia de Santander).
- Castella-la Manxa: Guadalajara ( CC Ferial Plaça).
- Castella i Lleó: Burgos i Valladolid.
- Catalunya: Barcelona (CC Meridiana), Cornellà de Llobregat, Girona (CC Girocentre).
- Comunitat de Madrid: Alcalá de Henares, Alcorcón (CC Sant Josep de Valderas), Arroyomolinos (CC Madrid Xanadú), Getafe (CC El Bercial), Leganés (CC Arroyosur), Madrid (4) [(CC Méndez Álvaro), ( CC Camp de les Nacions), ( CC Sanchinarro) i ( CC Vista Alegre)] i Pozuelo de Alarcón.
- Comunitat Valenciana: Elx ( CC Ciutat d'Elx) i València ( CC Ademús).
- Extremadura: Badajoz ( CC El Far).
- Galícia: Santiago de Compostel·la ( CC Compostela) i La Corunya ( CC Marineda City)
- Principat d'Astúries: Avilés, Gijón ( CC Costa Verda) i Oviedo (CC Saleses).
- Regió de Múrcia: Múrcia (CC El Tiro).[6]

### Propers Centres
- Comunitat de Madrid: Coslada[7]
- Galícia: Ourense[8] i Vigo.[9]